# Stenoxia
Stenoxia é um gênero de traça pertencente à família Arctiidae.